# Сува бања
43° 17′ 37″ С; 22° 00′ 29″ И / 43.2936843° С; 22.0079756° И
Сува бања или Врело принца Томислава термоминерално је крашко врело које се јавља се на укрштању Нишавског и Студенског раседа, 300 m југоисточно од „Главног врела“ Нишке Бање. Вода из ове пећинске терме првобитно се појављивала само повремено, после отапања снега и обилних пролећних киша, као млаки извор, на коти (274), која је за око 30 m виша од „Главног врела“ Нишке Бање. Зато је пећинска терма Сува бања, окарактерисана као пример привидног пресушивања врела у крашким теренима (па отуда и потиче њен назива). Ова појава објашњава се бифуркацијом подземног тока који „храни врело“, битним процесом морфолошко-хидролошке еволуције крашких терена. Због таквог хидротермалног механизма раније је ова снажна пећинска терма била псеудопериодски извор, јер је за време ниског стања цео подземни ток отицао каналом и избијао на нижим сталним изворима.
Хидротехничким радовима на врелу Суве бање 1931. године отворен је њен улаза у пећину и спуштен ниво прелива, тј сифонског лакта, за око 70 метара испод коте истицања врела, односно преко 40 m испод нивоа корита реке Нишаве. Тако је повремени извор Сува бања постао стални извор са температуром воде за неколико степени нижом од температуре Главног врела Нишке Бање. 
Вода се овог врела каракерише се радиоактивношћу нижег степена, а минерални састав сличан је осталим врелима у Нишкој Бањи. Године 1931. се приступило изградњи „Хладног купатила“ (базен 5) у коме је за лечење болесника са лабилним нервним системом, за чије пуњење се примењује вода Суве бање..
После Другог светског рата извор Сува бања поново је пресушио, па је по пројекту професора Пећинара (1956) извршено друго спуштање излива Сува бања за 8,5 m, на нижуа коту (265,70), чиме су настале промене у крашком хидрауличком систему главног врела Сува бања. У новонасталом хидролошком режиму врела Сува бања, минимални дотицај воде у сушном периоду износи 25 литара у секунди и температуром воде око 39 °C, и максималним дотицајем у кишном периоду и након топљења снега од око 500 l/sec са температуром воде око 11 °C.

## Геоморфологија
Сува бања је један од термоминералних извори Нишке Бање који избијају на јужном ободу Нишке котлине под висовима Коритњака (808 m), крајњем западном огранку Суве планине. Они су у раседној зон, ограниченој северним странама кретацејских кречњака Кованлука. Ти су кречњаци испресецани многобројним дијаклазама испуњени белим калцитским жилицама. У самој Нишкој Бањи на нишавској тераси застрвени су дебелим слојем бигра, чија је просечна дебљина наслага око 10 m, али местимично и до 20 m.
У термалном подручју Нишке Бање, око Коритњака, утврђени су раседи (са свих страна осим са оне која се веже за Суву планину). Ту почиње, и сноп заплањских раседа правцем северозапад—југоисток, дуж којих је спуштена Заплањска котлина.
Најиздашнији извори Нишке Бање избијају на „подмлађеним бањским раседима“; терма Сува бања на студенском; Главно врело на укрштању тог и заплањског раседа. Сем ових, у разбијеном изворишту термалне зоне Нишке бање, уочена је појава и других извора; врела Мало грло (око 320 m источно од Суве бање) и повременог, врло слабог термалног извора Авуз (каптираног у у данашњој Школској чесми).
Истраживања су указала да термалне терасе нису постале само таложењем бигра из воде главног врела, већ и из других извора на загату. Нови профили бигрених салива, откривени просецањем приступног пута за нишкобањску пећинску терму 1968. потврђују, да се на релативном загату, истицање термоминералне воде вршило из низа извора вероватно на целом нишкобањском подножју Коритњака.

## Хидролошки режим термалног врела Сува бања
Воде термалног, радонског олиго минералног врела Нишке Бање, Сува бања, су сложене из топле и хладне компоненте. О пореклу топле компоненте постоје опречна мишљења. Према бројним истраживањима термална компонента је десцедентног (вадозног) порекла. Док друга група истраживача, на бази садржаја микроелемената, геохемије и геотектонике сматра да су термалне воде Нишке Бање магматског порекла (јувенилне).
Хладна компонента се састоји из устаљеног дела, по количини и температури, десцедентне воде горњих партија лијаских пешчара која потиче са сливног подручја Суве планине и варијабилног дела крашке воде Коритника. Уважавајући мишљења еминентних истраживача, не упуштајући се у генезу термалне компоненте, а у циљу разјашњења процеса мешања термалне жице са бујичним крашким водама, треба истакнути непобитну чињеницу да термална компонента избија на површину у раседној зони Нишавског раседа. Било да је вадозног порекла, са слива Суве планине, било да је јувенилна, она се линијом мањег отпора пробија уз расед и на томе путу, свакако, прима сталне хладније компоненте из горњих партија лијаских и црвених пешчара, а сасвим при врху и променљиве количине хладне мутне бујичне воде из скаршценог масива Коритњака. Једини дренажни отвори на ободу Коритњака који је обавијени непропусним терцијарним глинама је поред Суве бање, Главно врело и Мало грло.

## Физичко хемијске карактеристике воде
Садржај минерала у једном литру воде Суве бање
| Катјона     | Грама  | Милимола | Миливала | Миливала у % |
| ----------- | ------ | -------- | -------- | ------------ |
| Натријума   | 0,0024 | 0,1043   | 0,1043   | 2,1262       |
| Калијума    | 0,0003 | 0,0077   | 0,0077   | 0,1572       |
| Калцијума   | 0,0870 | 2,1706   | 4,3412   | 88,4982      |
| Магнезијума | 0,0055 | 0,2261   | 0,4522   | 9,2184       |
| Укупно      |        |          | 4,9054   | 100,0000     |
| Анјона      | Грама  | Милимола | Миливала | Миливала у % |
| Бикарбоната | 0,2440 | 4,0599   | 4,0599   | 82,4124      |
| Хлорида     | 0,0080 | 0,2253   | 0,2253   | 4,5734       |
| Сулфата     | 0,0300 | 0,3125   | 0,6250   | 12,6874      |
| Нитрата     | 0,0010 | 0,0161   | 0,0161   | 0,3268       |
| Укупно      |        |          | 4,9263   | 100,0000     |

Врело Сува бања даје од 14 до 42 литра воде у секунди, чија температура варира од 12 °C до 39 °C. Воде са овог врела припадају радиоактивним хомеотермама. Радиоактивност се креће између 5,96 и 6,75 Махових јединица. Радиоактивност је највећа при максималној температури воде Суве бање.

## Замућивање врела
На термалном врелу Суве бање повремено се јављају „црвена“ и „бела“ замућивања.
Црвена мућења
Ова мућења повезана су са наглим надолажењем воде на врело Сува бања, и у начелу немају никакве везе са обичним мућењима која настају код оба врела Нишке Бање и дају беличасту воду, сличну колоидној мутноћи. 
Црвена мућења бујичних вода потичу од спирања црвене земље, којом обилују творевине лијаса изворне челенке Раутовачког потока. Мада део ове мутноће подтиче и од испирања наталоженог црвеног муља у пукотинама кречњака на путу подземних бујичних токова. Наиаме на левој падини средњег дела слива Раутовачког потока јављају се творевине лијаса са веома израженом ерозијом. Како су те површине уједно и сетвене површине, то се ерозија земљишта интензивира, а испрани муљ црвене боје спира у корито Раутовачког потока и његовог дела који поноре, и одатле замућење несметано и брзо, разрађеном подземном хидрографском мрежом стиже до термалних врела и мути их. 
Бела мућења
Бела мућења воде која се јављају на врелу Сува бања, уопште немају везе са црвеним мућењем. Ова мућења се дешавају независно од протицаја. Према истраживањима проф, др С. Стевановића, бела мућења потичу од хладних компонената, када ојачају, или од промена атмосферског притиска, када се на врелима дешавају пулзације. Обична „бела“ мућења није могуће спречити, али на сву срећу она не представљају никакву сметњу у балнеотерапији.